# Endlessly
Endlessly (на български: безкрайно) е вторият студиен албум на уелската певица Дъфи. Излиза 26 ноември 2010. От него излиза един сингъл – Well, Well, Well.

## Песни
1. My Boy – 3:27
2. Too Hurt to Dance – 3:15
3. Keeping My Baby – 2:49
4. Well, Well, Well – 2:45
5. Don't Forsake Me – 4:01
6. Endlessly – 2:59
7. Breath Away – 4:12
8. Lovestruck – 2:52
9. Girl – 2:26
10. Hard for the Heart – 4:57